# Chariaspilates formosaria
Chariaspilates formosaria är en fjärilsart som beskrevs av Eduard Friedrich Eversmann 1837. Chariaspilates formosaria ingår i släktet Chariaspilates och familjen mätare. Inga underarter finns listade i Catalogue of Life.

## Bildgalleri

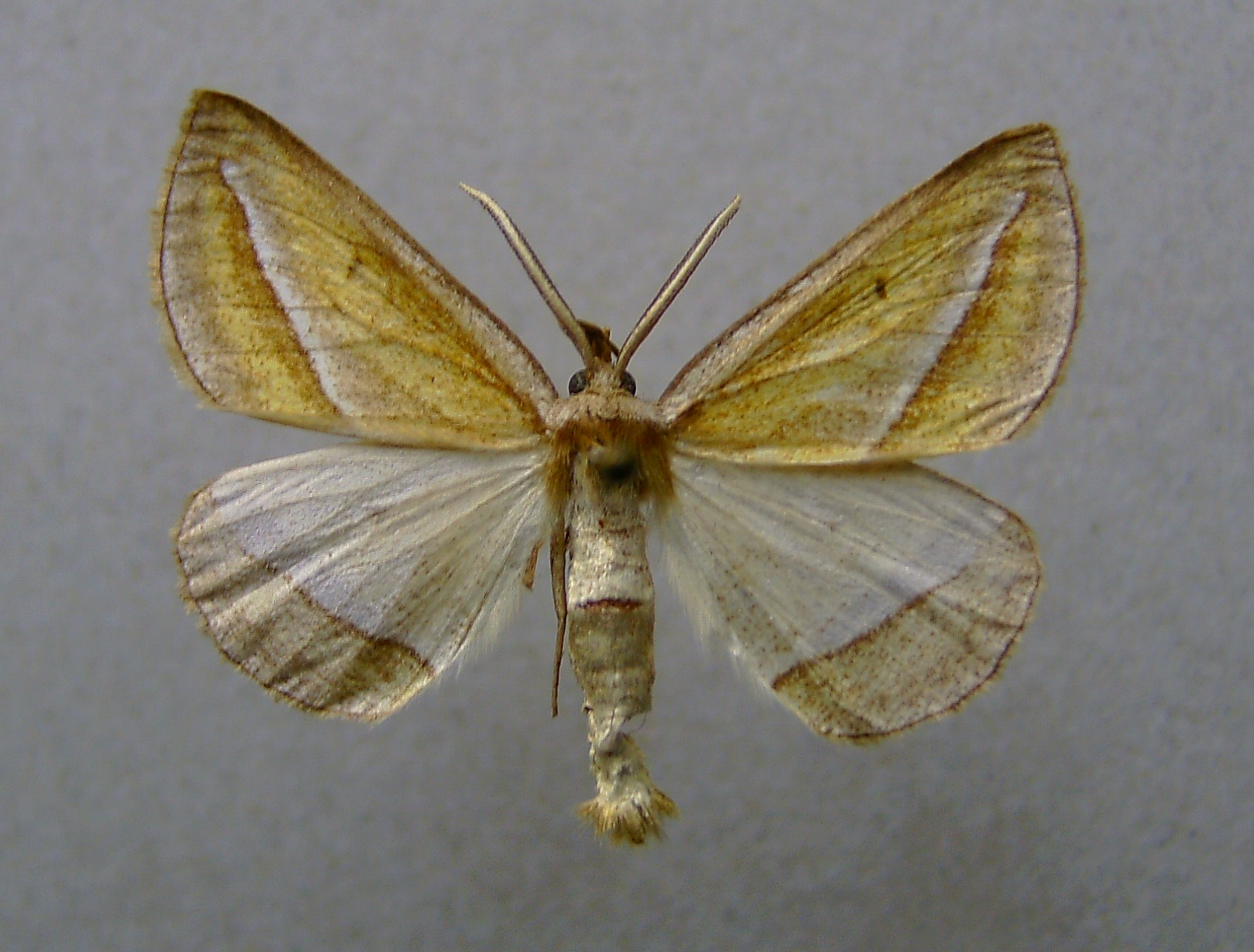